# NGC 908
NGC 908 är en spiralgalax utan stav i stjärnbilden Valfisken. Den upptäcktes den 20 september 1786 av Wilhelm Herschel. Galaxen ligger 56 miljoner ljusår från jorden. Den är huvudgalaxen i NGC 908-gruppen, som också inkluderar NGC 899, NGC 907 och IC 223.

## Egenskaper
NGC 908 har kraftig stjärnbildning och är en starburstgalax. Galaxen har ett trearmat spiralmönster; två av dess armar har en säregen morfologi. Galaxen har en ljus central utbuktning. Stjärnhopar och stjärnbildande knutar kan ses i armarna. Stjärnexplosionsaktivitet och galaxens säregna morfologi tyder på att den hade ett nära möte med en annan galax, även om ingen är synliga nu.

## Observerade stjärnor
Två supernovor har observerats i NGC 908:
- SN  1994ai (typ Ic, magnitud 17) upptäcktes av Robert McNaught den 20 december 1994.[6][7]
- SN  2006ce ( typ Ia, magnitud 12,4) upptäcktes av Libert "Berto" Monard den 10 maj 2006.[8][9]

Dessutom har en lysande blå variabel observerats i denna galax: AT 2021ablz (typ LBV, magnitud 20,6) upptäcktes av Pan-STARRS den 14 oktober 2021.